# Będzin
Będzin (německy Bendzin, Bendsburg) je město v Polsku ve Slezském vojvodství v okrese Będzin. Je součástí Katovické konurbace. Přestože Będzin patří do Slezského vojvodství, je regionálně součástí Malopolska. V roce 2023 zde žilo 53 848 obyvatel.

## Název
Existují tři teorie o původu jména „Będzin“:
- Dle první, se odvozuje od osobního jména Będa nebo Będzan
- Dle druhé dal podle legend městu (a mimochodem i okolním městům) sám Kazimír III. Veliký. Král prý při prohlídce města Przemsza řekl že: Tam rosną dąbrowy, tam sosnowy, tutaj będziem My, tam Pogoń, a tam czeladź nasza, a jeżli tu mało będzie miejsca to reszta stanie za górą - česky Tam rostou duby, tam borovice, my budeme tady, Pogoń tam a naši služebníci tam, a když tady nebude dost místa, zbytek bude stát za horou.
- Třetí, bez ohledu na legendu, uvádí jako zdroj jména slovo být. Zeměpisný slovník Polského království vydaný v letech 1880–1906 zaznamenává název města Będzin a staropolský Będzin, přičemž jako kořen názvu uvádí variantu slova být – být.[2]

Ve své historii se město také nazývalo: Banden, Bandin, Banddzien, Bondin, Bandzen, Bandzin, Bądzin, Bendzin a německými okupanty (1939-1945) Bendsburg.

## Historie
Počátky osídlení Będzinu sahají až do pravěku. V 9. století na místě dnešního hradu na kopci Przemsza vyrostlo opevněné hradiště, které střežilo starobylou obchodní cestu z Kyjeva přes Krakov do Slezska a Norimberku. Nejstarší písemná zmínka o obci Będzin však pochází až z roku 1301. Město mělo být pevností bránící hranici s Německou říší ovládanou Lucemburky, s nimiž Kazimír Veliký vedl v letech 1345 až 1348 válku. Největší rozkvět zažilo město v Jagellonské éře díky četným královským výsadám (např. zákon o skladování soli z roku 1484), právo skladu získal Będzin v roce 1464. V 16. století zde byla organizovaná židovská komunita se synagogou, lázeňským domem a židovským hřbitovem za městskými hradbami. V roce 1655 bylo město i hrad zničeno švédskou invazí, Będzin tehdy zažil nejvážnější hospodářský kolaps.

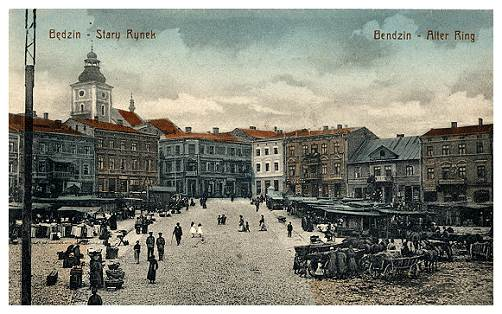
Panorama starého náměstí

Po třetím dělení Polska v roce 1795 byl Będzin krátce v hranicích Pruského království (stal se součástí Nového Slezska), od roku 1807 patřil Varšavskému vévodství a poté Polskému království, které po jeho zániku bylo přímo začleněno do polských území pod nadvládou Rusů. Koncem 18. století se díky nálezu bohatých uhelných ložisek u sousedního Dąbrowa začalo těžit uhlí. Vznikající olověné doly a hutě, které přispěly k rychlému rozvoji celého regionu, známého jako Zagłębie Dąbrowskie. Kromě toho byla v roce 1858 přes Będzin vedena odbočka Varšavsko-vídeňské dráhy ze Ząbkowic do Sosnovce a Slezska. Rostla dále také role židovského obyvatelstva ve městě, které v té době tvořilo většinu obyvatel (až 80 %). Během první světové války bylo město a průmysl těžce poškozeny. Oblast Będzinu se však rozšířila začleněním okolních vesnic a dělnických statků.
4. září 1939 začala německá okupace města. V noci z 8. na 9. září Němci zapálili synagogu, v níž se modlili Židé. Německá správa změnila jméno města na Bendsburg a koncem roku 1942 v oblasti Kamionka Němci zřídili židovské ghetto pro židovské obyvatelstvo (pro asi 30 000 lidí), které spojilo s ghettem v sousední Środule a v Sosnowci. Začátkem srpna 1943 bylo ghetto zlikvidováno a obyvatelstvo transportováno do vyhlazovacích táborů. Město bylo osvobozeno Rudou armádou 27. ledna 1945.
Po válce došlo k přestavbě zámku, ve které bylo zřízeno muzeum, byla postavena nová velká sídliště (Ksawera, Syberka, panství Zamkowe v Gzichówě, panství Warpie-Wschód, Górki Małobądzkie). V roce 1973 byla k Będzinu začleněna oblast Łagisza a o dva roky později Grodziec, v důsledku čehož se rozloha města ztrojnásobila. Po válce vzniklo mnoho průmyslových závodů, v popředí stála elektrárna v Łagiszi. V 90. letech však řada z nich zkrachovala (zejména továrny na obuv, cukrovinky, maso a další).
V letech 1974–1976 mj. z důvodu potřeby zlepšit komunikaci mezi největšími sídlišti Będzin a Czeladź a hutním závodem Huta Katowice (v současnosti pobočka ArcelorMittal Poland v Dąbrowa Górnicza), který se buduje v sousedním městě Dąbrowa Górnicza, byl rekonstruován komunikační systém města. V tomto období vznikla tzv. „ledvina“, tedy křižovatka ulic Kołłątaja (DW910), Czeladzka (DW910), známá svým specifickým uspořádáním silnic.), Gzichowska a Małobądzka. Napojeny byly i tramvajové linky na Sosnowiec, Czeladź, a Dąbrowu Górniczu. Tato přestavba výrazně ovlivnila urbanistické uspořádání historického Starého Města - aby se projektanti nového silničního systému přizpůsobili nové široké třídě s tramvajovou tratí uprostřed, rozhodli se zbourat velkou část nájemních domů na východním a západním průčelí tržiště a také velký počet nájemních domů ve čtvrtích sousedících s náměstím.

## Ekonomika
Będzin je důležitým průmyslovým centrem ve východní části Hornoslezské průmyslové oblasti. Průmysl je zastoupen zejména hutnictvím neželezných kovů (Huta Będzin), energetikou (elektrárna Łagisza a teplárna Będzin), potravinářským průmyslem a průmyslem stavebních hmot. Donedávna se rozvíjela také těžba černého uhlí ( Důl Grodziec, povrchový důl Brzozowica), obuvnický průmysl (závod ButBędzin, bývalý Chełmek), cementářský průmysl (nejstarší cementárna Grodziec v Polsku ), pivovarnictví a další. 
Będzin je mmj. významným a známým obchodním centrem v regionu (i mimo něj). Ve čtvrti Gzichów (mezi ulicemi Gzichowska a Czarna Przemsza) se ve středu a sobotu (6-14 hodin) koná trh - jeden z nejstarších a největších v jižním Polsku. 

## Doprava

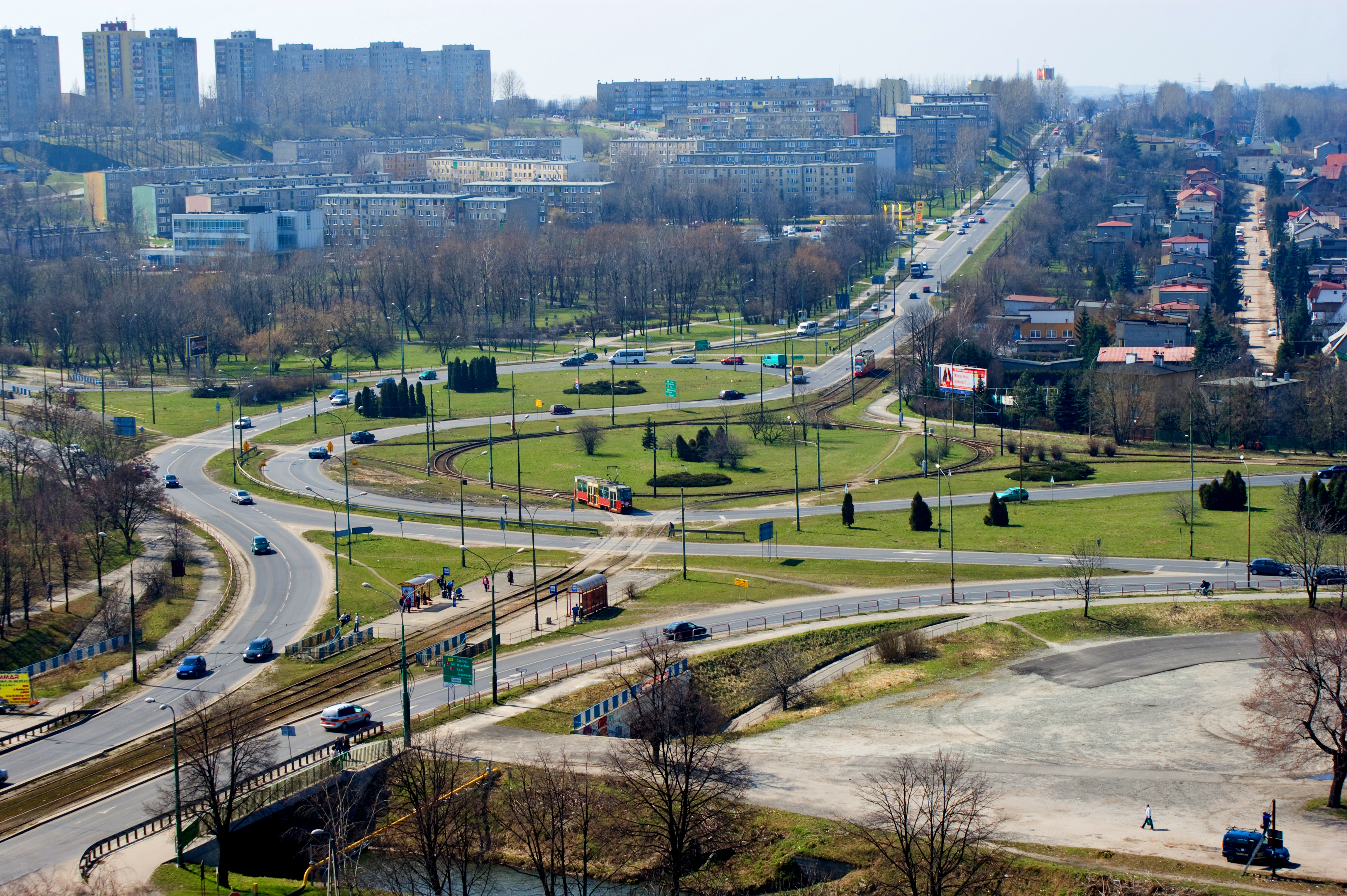
Slavná křižovatka „ledvina“ v Będzinu je jednou z nejsložitějších křižovatek v Polsku. Kombinuje současně určité funkce okružní křižovatky, tramvajové konečné, automobilového uzlu a křižovatky.

Będzin má velmi výhodné silniční spojení se zbytkem celého Polska - nachází se na křižovatce dvou důležitých rychlostních silnic, silnice č. 94 vedoucí ze Zgorzelce ke hranicím s Ukrajinou, a státní silnice č. 86 vedoucí z Podwarpie do Tych. Městem prochází také zemská silnice č. 910  (součást bývalé trasy Kraków-Wrocław). Ve vzdálenosti 23 km (přes Gródków) se nachází mezinárodní letiště Pyrzowice.

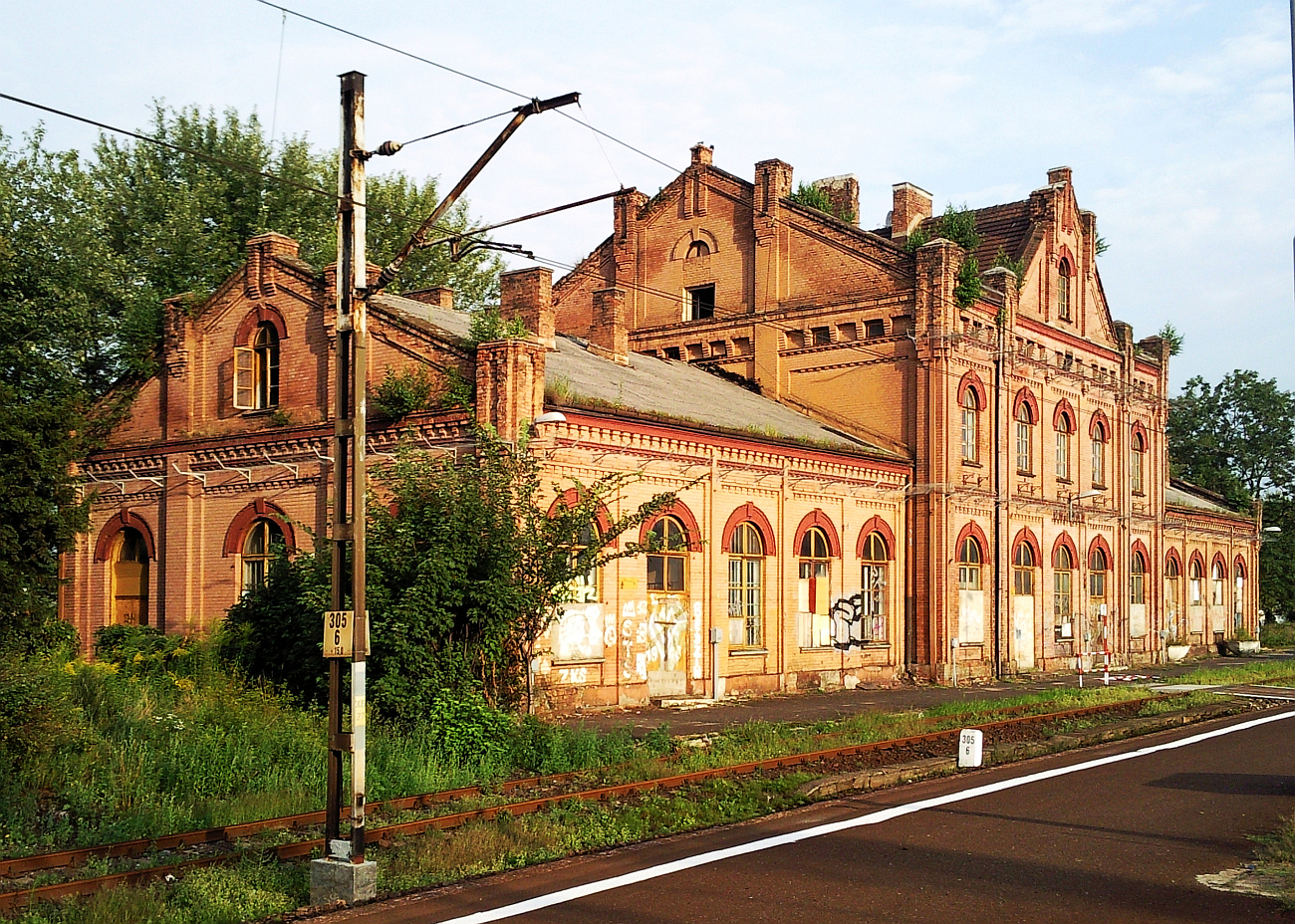
Budova starého nádraží

### Železnice
Będzinem prochází dvě železniční trati - č. 1 z Varšavy do Katowic, sloužící jak osobní tak nákladní dopravě, a č. 138 Dąbrowa Górnicza - Brzeziny Śląskie fungující pouze pro nákladní dopravu v úseku Dąbrowa Górnicza - Będzin Grodziec. První železniční trať byla otevřena v Będzinu v roce 1859 jako pobočka varšavsko-vídeňské dráhy. Ve městě byly v té době postaveny dvě stanice: Będzin Miasto a Będzin. Později byla postavena třetí stanice, Będzin Ksawera. 

### MHD
Systém veřejné dopravy je založen na autobusové a tramvajové dopravě.

##### Autobusová doprava
Autobusové spoje (celkem 57 linek, přes 100 zastávek ZTM) umožňují přímý přístup cestujícím do těchto měst: Bytom, Czeladź, Dąbrowa Górnicza, Katowice, Sosnowiec, Wojkowice, Piekary Śląskie, Siemianowice Śląskie, Siewierz a většina do Sławówa města okresu v Będzinu (Sarnów, Gródków, Psary, Malinowice, Strzyżowice, Toporowice, Góra Siewierska, Mierzęcice, Przeczyce, Bobrowniki, Rogoźnik, Boguchwałowice, Nowa Wieś, Wojkowicez Kościele).

##### Tramvaje
První tramvajová linka (č. 21) byla otevřena v Będzinu v roce 1928.
V současnosti vede ve městě trasa 7 tramvajových linek:
- 21 – Dąbrowa Górnicza Tworzeń Huta Katowice – Będzin – smyčka Sosnowiec Milowice
- 22 – Dąbrowa Górnicza Tworzeń Steelworks Katowice – Będzin – Veterans' Czeladź
- 24 – Konstantynów Okrzei – Będzin – Sosnowiec Ostrogórska[7]
- 26 – Nádraží Mysłowice – Będzin – Koleje Pogoń[8]
- 27 – Sosnowiec Kazimierz Górniczy Loop – Będzin Os. Zamkowe Loop
- 28 – Będzin Os. Zamkowe Pętla – Dąbrowa Górnicza Tworzeń Huta Katowice
- 35 – Smyčka Sosnowiec Milowice – Będzin – Smyčka Sosnowiec Zagórze[9]

Od 1. března 2009 se výrazně omezily služby tramvajové dopravy. Město snížilo počet jízd linek 27 a 28 v původní trase a frekvence linek 22 byla snížena na polovinu. Zlikvidována byla linka č. 32 - Czeladź Kombatowców - Będzin - Gołonóg Podstacja Pętla. V roce 2011 však došlo k částečné obnově linek 27 a 28 v původních intervalech. 

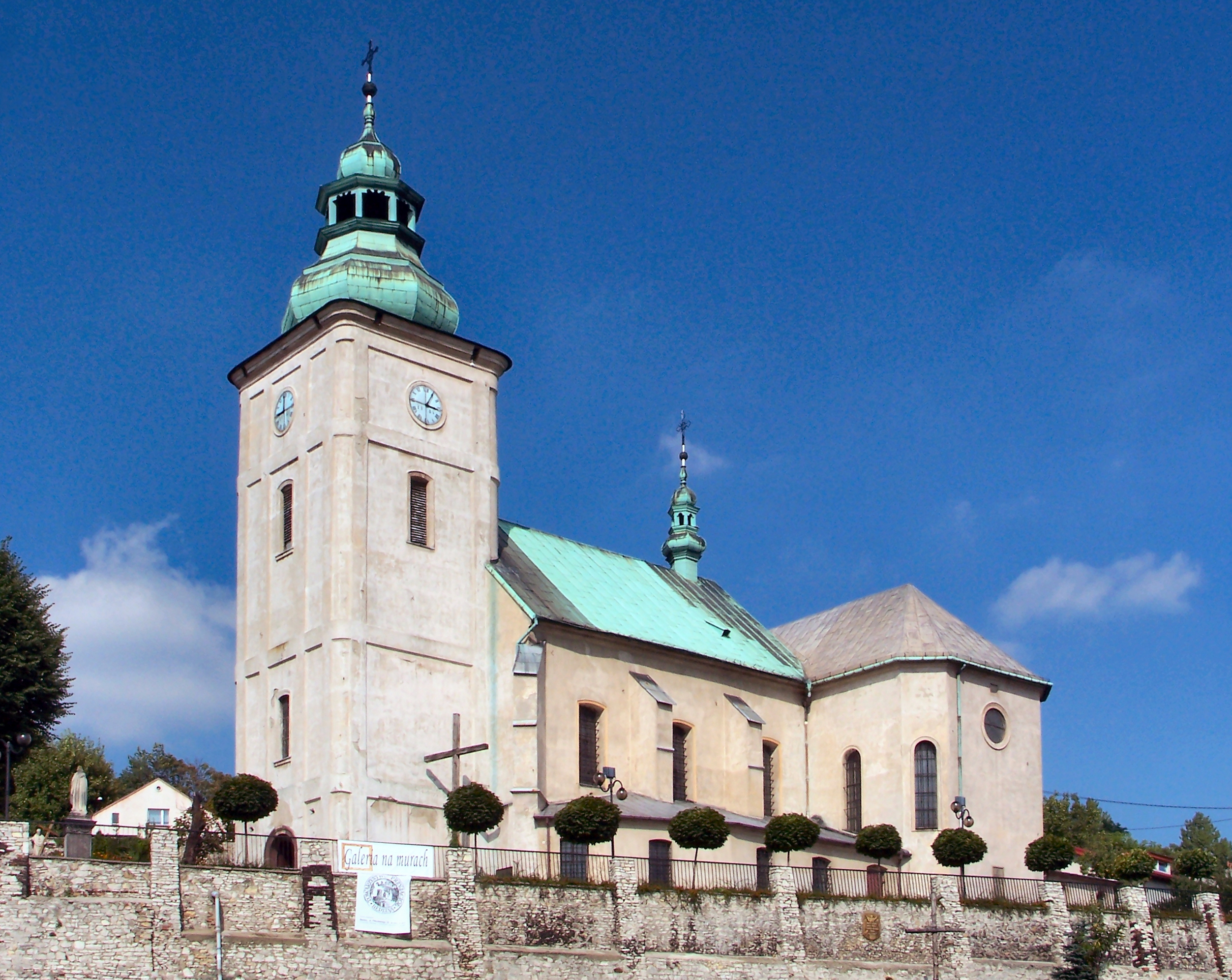
Kostel sv. Trojice

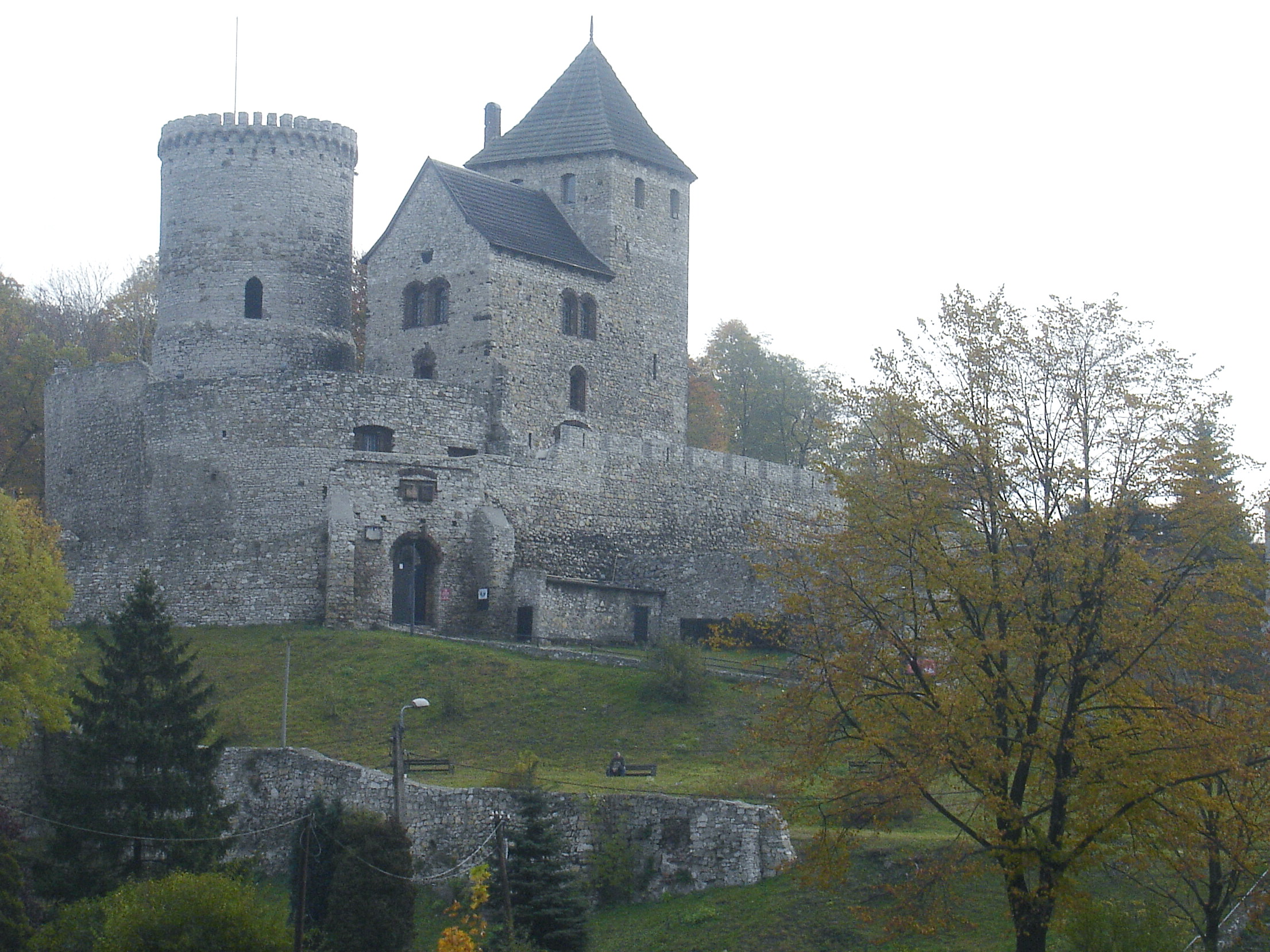
Hrad

## Památky
- Będziňský hrad
- Kostel svaté Trojice, ze 14. století
- Středověké urbanistické uspořádání města se Zámeckým vrchem
- Městské obranné zdi ze 14. století
- Hřbitovní kostel sv. Tomáše z Canterbury z 18. století a asi 20 náhrobků na přilehlém hřbitově (starý hřbitov na Castle Hill)
- Židovský hřbitov z 18./19. století v Podzámczi
- Palácový a parkový komplex rodiny Mieroszewských v Gzichówě z počátku 19. 18. století
- Budova železniční stanice Będzin Miasto (1931)
- Staré nádraží Będzin
- Cementárna, černouhelný důl, pivovar a vodárenská věž v Grodzieci

## Dělení města

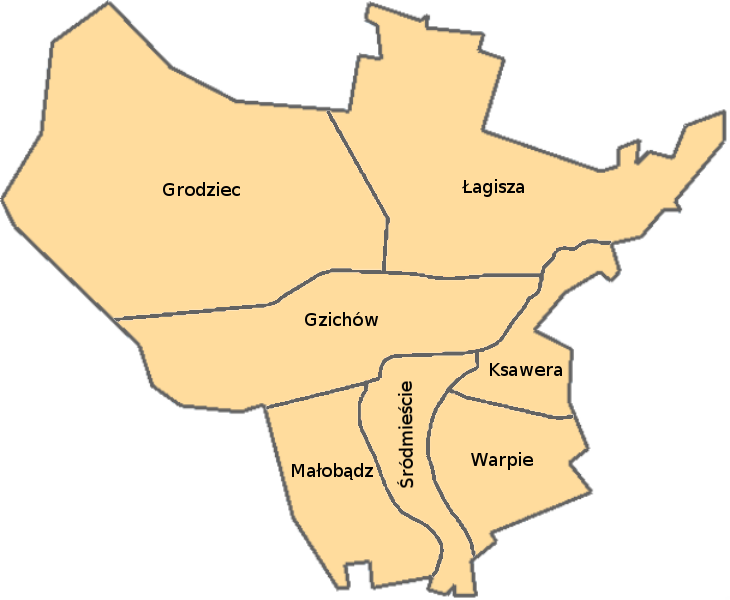
Mapa Będzinských obvodů

Będzin je rozdělen do 7 hlavních obvodů:
- Grodziec (spolu s částmi Boleradze, Peking, Huta, Bagieniec, Osówka, Za Górą, Parcina, Jasień a dalšími bývalými osadami) (částí od roku 1975, v letech 1951–1975 město) – 1274 ha
- Gzichów (včetně částí Brzozowica, panství Zamkowe a panství Namiarkowa) (částí od roku 1915) - 563 ha
- Ksawera (spolu s částmi Koszelew, Zielona a panstvím Podskarpie) (částí od roku 1923) - 172 ha
- Łagisza (v celém svém složení: tzn. s částmi Stara Łagisza, Glinice, Jazowe, Pustków, Bory, Podłosie a Niepiekło) (částí od roku 1973, v letech 1967-1973 město) - 863 ha
- Małobądz (zahrnující sídliště 27 Stycznia a Górki Małobądzkie ) (od 1915) – 400 ha; v minulosti bylo odděleno sídliště Syberka
- Śródmieście (spolu se Starým Městem (Starý Będzin), Nowy Będzin, Mrowce a Podjazie) - 153 ha
- Warpie (zahrnuje tzv. Kamionku a sídliště Warpie–Wschód a Nowe Warpie ve výstavbě) (od roku 1923) – 283 ha

V letech 1977-1992 byly městskou částí i Wojkowice - nyní jsou však opět samostatným městem.

## Obecní symboly
Znakem města je stříbrná otevřená brána se dvěma věžemi a zlatými dveřmi. Nad branou se klene zlatá koruna, po boku obou věží je šestilistá stříbrná růže se zlatým středem.
Vlajka města je tvořena červeno-bílo-červenými svislými pruhy, přičemž prostřední bílý pruh je znatelně širší než postranní červené. Na bílém pruhu ve středu vlajky spočívá znak města.

## Partnerská města
- Basse-Ham, Francie
- Kaišiadorys, Litva
- Tatabánya, Maďarsko

Od roku 2004 byl Będzin také spojený s ruským Iževskem. Spolupráce byla však přerušena v roce 2022 kvůli ruské agresi proti Ukrajině.